# Miguel Ángel Planas Segurado
Miguel Ángel Planas Segurado (castellà: Miguel Ángel Planas)  (Martorelles, 1933 - Sant Andreu de Llavaneres, 27 de març de 2020) fou un empresari i polític català.

## Trajectòria
Començà a treballar el 1953 en el Grup Firestone i de 1960 a 1964 fou director comercial de l'empresa Cointra. Fins a 1970 fou Director General Comercial d'ICOA i fins a 1982 fou gerent d'Elastogran. Durant la transició fou president de Reforma Democràtica, partit que després s'integrà a Aliança Popular, de la que en fou coordinador general al País Basc, president regional a Catalunya entre 1980 i el 17 d'octubre de 1983 i vicepresident a nivell estatal. Amb aquest partit fou elegit diputat per la província de Barcelona a les eleccions generals espanyoles de 1982.
A les eleccions generals espanyoles de 1986 va renovar el seu mandat amb la coalició AP-PDP-UL. No es presentà a les eleccions de 1989 i continuà la seva carrera empresarial com a conseller gerent de Construquim fins a 2001. També ha estat president de les empreses Inespo, Iberfoam, Diagonalgest SL, i vocal de l'Institut Sectorial de Promoció i Gestió d'Empreses (INSECC).